# The Night Manager (série de televisão)
The Night Manager é uma série de suspense policial indiana, criada por Sandeep Modi. Ela é um remake da minissérie britânica de mesmo nome de 2016, que por sua vez é baseada no romance homônimo de John Le Carré. A série é estrelada por Anil Kapoor, Aditya Roy Kapur e Sobhita Dhulipala, com Tillotama Shome, Ravi Behl e Saswata Chatterjee em papéis coadjuvantes.
No Emmy Internacional 2024, a série foi indicada ao prêmio de Melhor Série Dramática.

## Elenco
- Anil Kapoor como Shailendra 'Shelly' Rungta
- Aditya Roy Kapur como Shantanu 'Shaan' Sengupta / Joaquim Sequeira / Abhimanyu Mathur
- Sobhita Dhulipala como Kaveri 'K' Dixit, namorada de Shailendra
- Tillotama Shome como Lipika Saikia Rao, Oficial RAW
- Ravi Behl como Jaiveer 'Jayu' Singh, associado de Shelly
- Rukhsar Rehman como Mrinal Singh, esposa de Jaiveer
- Saswata Chatterjee como Brij Pal, também conhecido como BJ, braço direito de Shelly
- Varun Shashi Rao como Naren Rao
- Anand Vikas Potdukhe como Sarang Potdukhe
- Bagavathi Perumal como D'Silva, contato de Lipika no Sri Lanka
- Prashant Narayanan como homem do ISIS
- Jagdish Rajpurohit como Nasser Loshkar, superior de Shaan em Dhaka
- Salim Siddiqui como P. Tiwari, Policial
- Resh Lamba como Freddie Rehman, sócio de Shelly e dono do hotel estrela em Dhaka
- Arista Mehta como Safina Kidwai Rehman, esposa de Freddie
- Supriya Shukla como Farzana Kidwai, mãe de Safina
- Shrenik Arora como Taha Rungta, filho de Shelly
- Joy Sengupta como Danish Khan, superior de Lipika no RAW
- Vikram Kapadia como Mittal, também conhecido como "Indradhanush", superior de Lipika e Danish no RAW
- Akashdeep Sabir como JV
- Vipul Deshpande como policial de Bangladesh

## Episódios
| Parte | Parte | Temporada | Episódios | Episódios | Originalmente lançado   |
| ----- | ----- | --------- | --------- | --------- | ----------------------- |
|       | 1     | 1         | 4         | 4         | 16 de fevereiro de 2023 |
|       | 2     | 1         | 3         | 3         | 29 de junho de 2023     |

## Prêmios e indicações
| Ano  | Prêmio                        | Categoria              | Indicado          | Resultado |
| 2024 | 52º International Emmy Awards | Melhor Série Dramática | The Night Manager | Indicado  |

## Lançamento
A primeira parte de  The Night Manager estreou no Disney+ Hotstar em 16 de fevereiro de 2023 e a parte 2 foi lançada em 29 de junho de 2023.